# Мадона ди Курања (Савона)
Мадона ди Курања је насеље у Италији у округу Савона, региону Лигурија.
Према процени из 2011. у насељу је живело 47 становника. Насеље се налази на надморској висини од 381 м.